# سپیداج سست‌کمر
سپیداج سست‌کمر (نام علمی: Sepiella inermis) نام یک گونه از شاخه نرم‌تنان است.